# Okres Gyál
Okres Gyál (maďarsky Gyáli járás) je jedním z osmnácti okresů maďarské župy Pest. Jeho centrem je město Gyál.

## Sídla
V okrese se nachází 2 města a 2 městyse.
Města
- Gyál
- Ócsa

Městyse
- Alsónémedi
- Felsőpakony